# Jaskinia Bajka
Jaskinia Bajka – zespół jaskiń w zachodnim zboczu Fordońskiej Doliny Wisły, w północnej Polsce. Pomnik przyrody nieożywionej.

## Położenie
Jaskinie znajdują się w Zboczu Fordońskim, należącym do mezoregionu Wysoczyzny Świeckiej, na zachodnim zboczu Doliny Dolnej Wisły.

Są położone w miejscowości Gądecz (powiat bydgoski) na zboczu zalesionego wąwozu przy parku dworskim. 

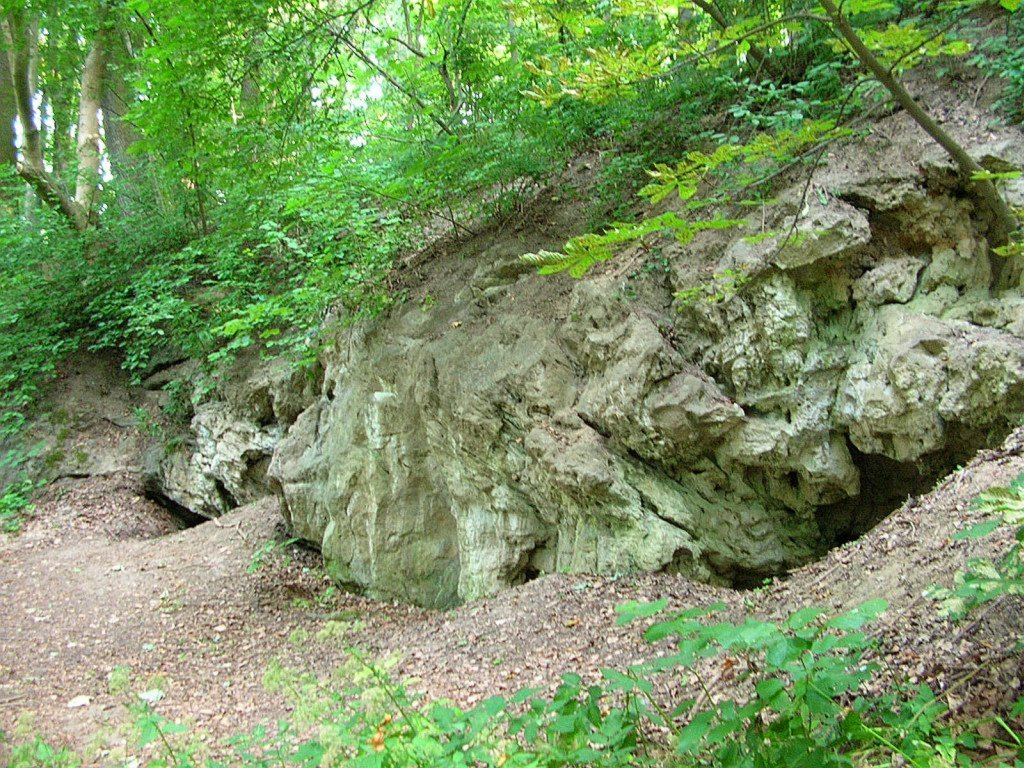

## Opis
Na zboczu wąwozu odwadnianego przez ciek wodny znajdują się trzy jaskinie: Bajka I,  Bajka II oraz Dziura z Filarkiem. Powstały one w plejstocenie na skutek sprasowania warstw piaskowców czwartorzędowych oraz związania ich przez minerały zawarte w wysiękach wodnych (lepiszcze węglanowe). W wyniku osiadania piasków w podłożu jaskiń, spowodowanego rozmywaniem i spełzywaniem osadów w najniższej części zbocza, w strefie silnego wysięku wody, pieczary stopniowo się powiększają.
Otwory jaskiń są dość wąskie, ale do największej z nich – Bajka I można się wczołgać. Pieczara w środku ma 19 m długości, deniwelacja jest niewielka. Bajka II jest mniejsza (10 m długości) i stanowi salkę z kilkoma wnękami. Z kolei Dziura z Filarkiem ma głębokość 1,5 m i znajduje się pomiędzy obu jaskiniami, na tym samym poziomie. Posiada dwa otwory wejściowe przedzielone filarkiem z piaskowca. 
Poza jaskiniami Bajka I i II w Dolinie Dolnej Wisły występują także Jaskinia Klonowa, Jaskinia Pod Wierzbą oraz liczne schroniska skalne.
W sąsiedztwie jaskiń przebiega  pieszy szlak turystyczny "Nadwiślański" Bydgoszcz Leśna–Świecie 52 km.